# Attus simoni
Attus simoni är en spindelart som beskrevs av Władysław Taczanowski 1871 [1872. Attus simoni ingår i släktet Attus och familjen hoppspindlar. Inga underarter finns listade.